# Волжский (Красноярский край)
Волжский — упразднённый посёлок в Тюхтетском районе Красноярского края России. Входила в состав Новомитропольского сельсовета. Упразднён в 1996 году.

## География
Находился на правом берегу реки Чиндат в месте впадения в неё ручья Чандат, на расстоянии примерно в 18 км к северо-востоку от деревни Чистый Ручей.

## История
Центр волжского сельсовета в 1977—1984 годы.
Постановлением администрации Красноярского края от 5 июля 1996 г. № 437-П посёлок исключен из учётных данных.